# Revolució dels preus
La revolució dels preus fou un procés d'inflació que es va donar entre la segona meitat del segle xv i la primera del segle xvii a l'Europa occidental. De mitjana, els preus es van multiplicar per sis durant 150 anys. Aquest nivell d'inflació correspon a l'1–1,5% per any, una taxa d'inflació baixa per a estàndards moderns, però considerablement alta donada la política monetària del segle xvi.
En general, es considera que l'alta inflació era causada per l'entrada de grans quantitats d'or i plata provinent del Nou Món (incloent-hi Mèxic, Perú i la resta de l'Imperi Espanyol) a través de la Flota d'Índies.(p70) L'expressió fou encunyada per l'historiador Earl J. Hamilton l'any 1934.